# Fia (brädspel)

Ett Fiabräde.

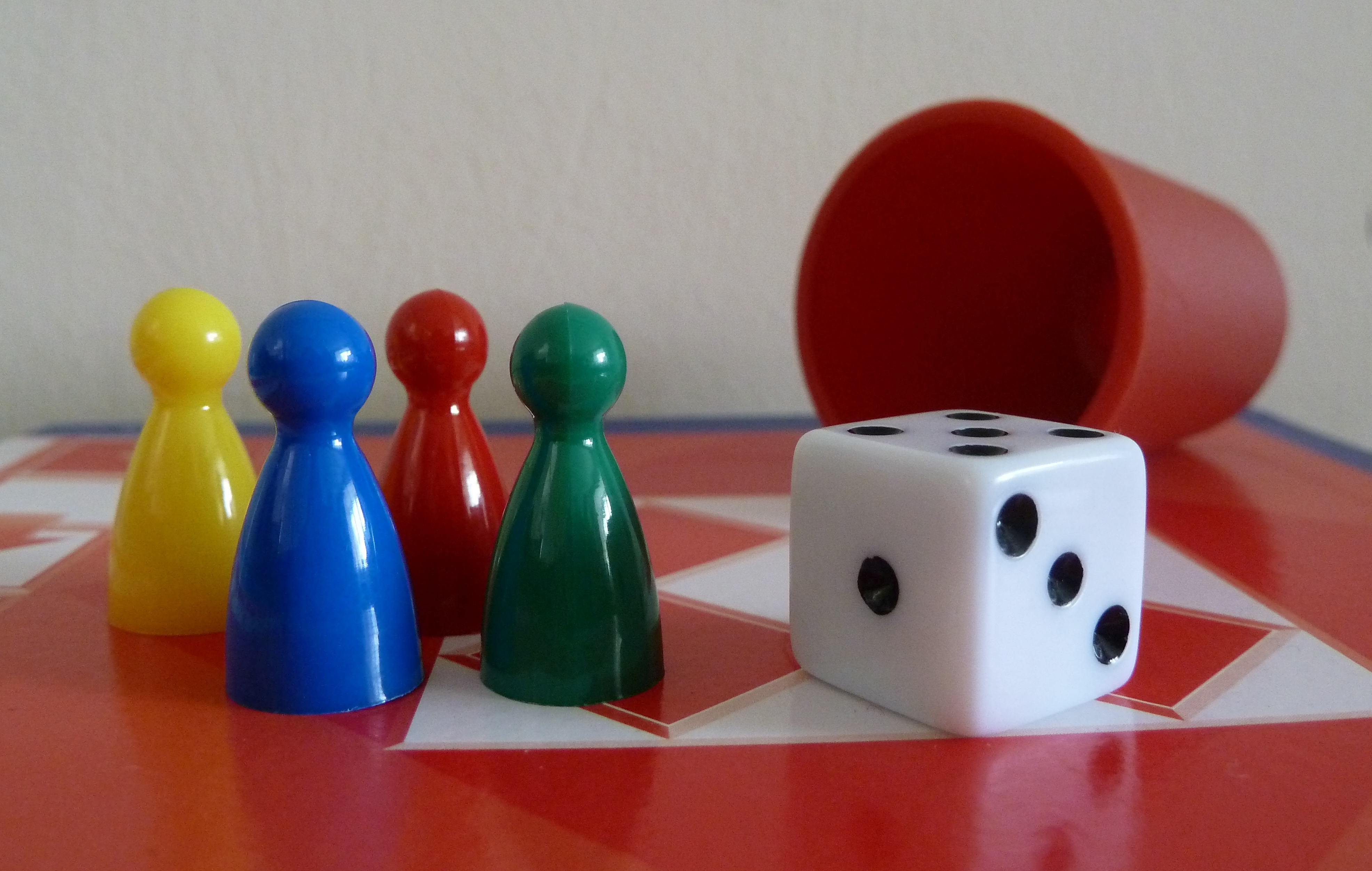
Spelpjäser och tärning.

Fia, eller Fia med knuff, är ett brädspel för 2–4 spelare som rekommenderas från 5 år i Sverige. Spelets svenska namn kommer från det latinska ordet fiat som betyder "gång" (egentligen "må ha sin gång"). Enligt speltillverkaren Alga är det ett av världens äldsta spel.

## Historia
Spelet är en förenkling av det indiska spelet Pachisi, skapat på 1800-talet efter förebilder skapade runt 300-talet e.Kr. Det förekom för första gången 1896 (spelet patenterades i England, som patent 14636). Tyska varianten av spelet heter Mensch ärgere Dich nicht. Det tillverkas i oförändrad form sedan 1914, har sålts i miljontal och är Tysklands mest populära bordsspel. Andra varianter av spelet kallas Ludo på engelska och många andra språk.
I Sverige har spelet förekommit i skrift sedan 1920-talet.

## Spelregler
Varje spelare har fyra spelpjäser i varsitt bo och målet är att med utgång från tärningskast flytta sina pjäser från boet, ett varv medsols runt spelplanen och slutligen in i mitten, med utgång från tärningskast. Den som först når mitten med samtliga pjäser vinner. För att få kliva ur boet krävs en sexa, ibland går det även bra med en etta. Det är tillåtet att ha flera pjäser i spel utanför sitt bo, däremot får man bara flytta en pjäs per tärningskast. Pjäsernas färger är röd, blå, gul och grön.
Fia med knuff innebär att om man hamnar på samma spelruta som en motspelare, "knuffar" man ut motståndarens spelpjäs. Det betyder att motspelaren får börja om från sitt bo med spelpjäsen. Spelrutorna som leder in i mitten av spelplanen är "säker mark" och man kan därför inte bli utknuffad där.

### Regelvarianter
- Om man har en pjäs på start-spelrutan och har pjäser kvar i boet kan man stå två pjäser på start-spelrutan om man får en etta.
- Man får inte passera en egen spelare, bara motståndarens.
- Slår man en sexa, kan man välja mellan att flytta ut två pjäser till startrutan eller flytta en pjäs till den sjätte rutan.
- Man kan var som helst på den yttre spelplanen med tärningsslag placera två egna pjäser i samma ruta, kallat spärr, och därigenom hindra alla spelare (inklusive sig själv) att passera. Spärren kan upprätthållas så länge som man kan flytta andra egna pjäser.
- När en pjäs nått mitten går den inte ut genast, utan först efter att spelaren slagit en tvåa. Detta innebär ett extra spänningsmoment, eftersom en pjäs på mittrutan riskerar att knuffas ut av en annan spelare.

## Bilder

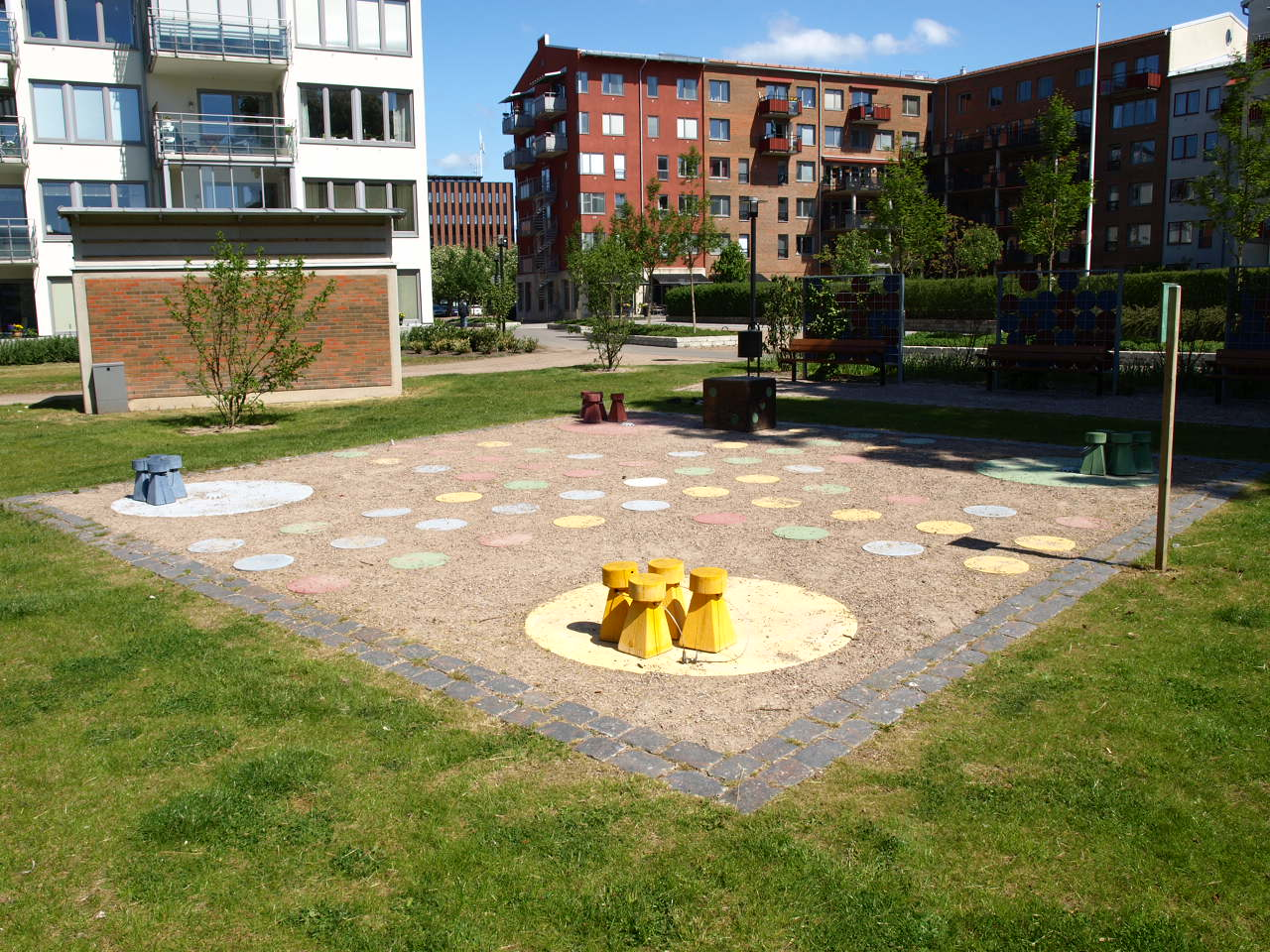
Stort Fia-spel i Filtparken nära Halmstads stadsbibliotek.
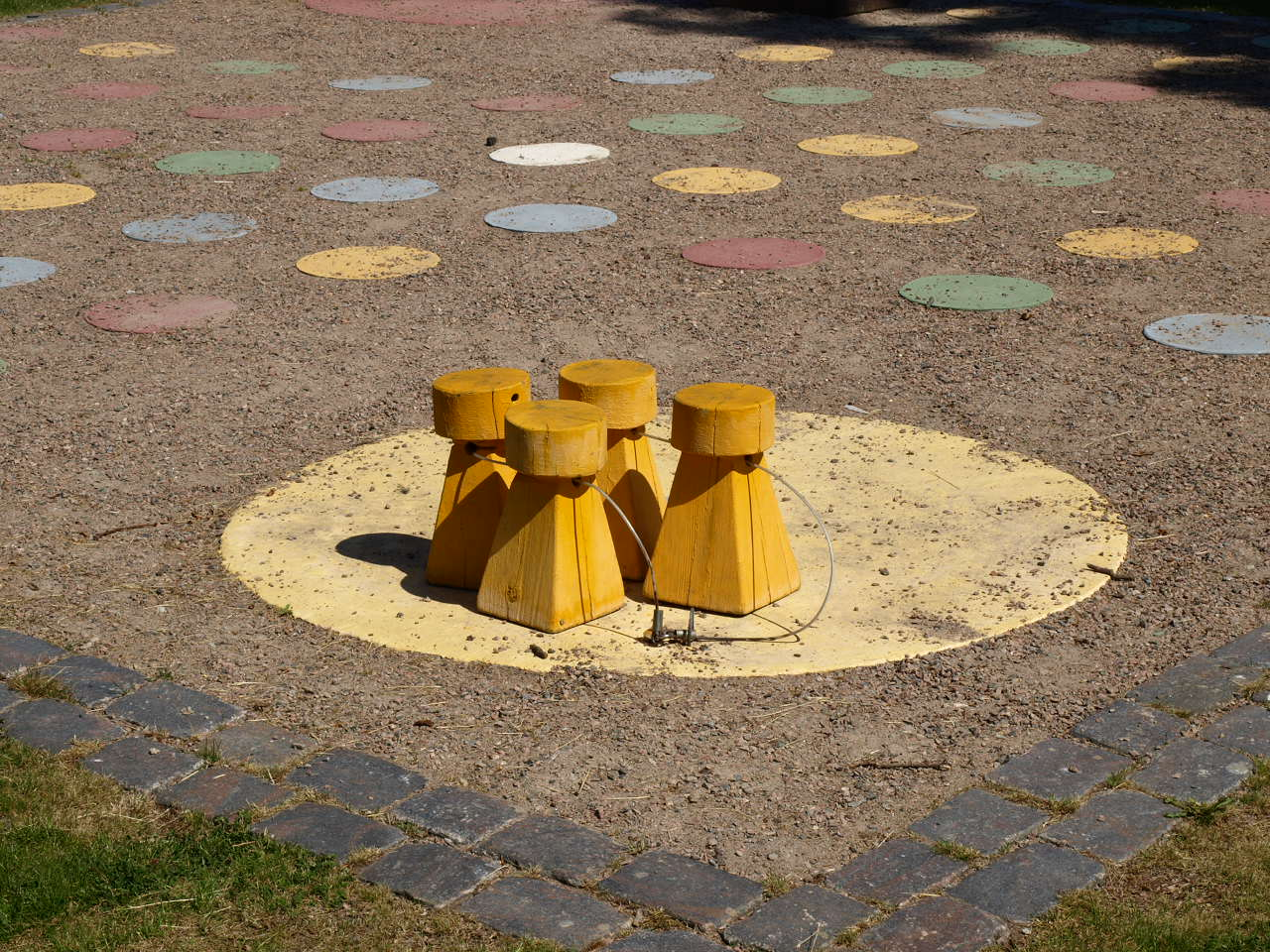
De gula spelpjäserna.
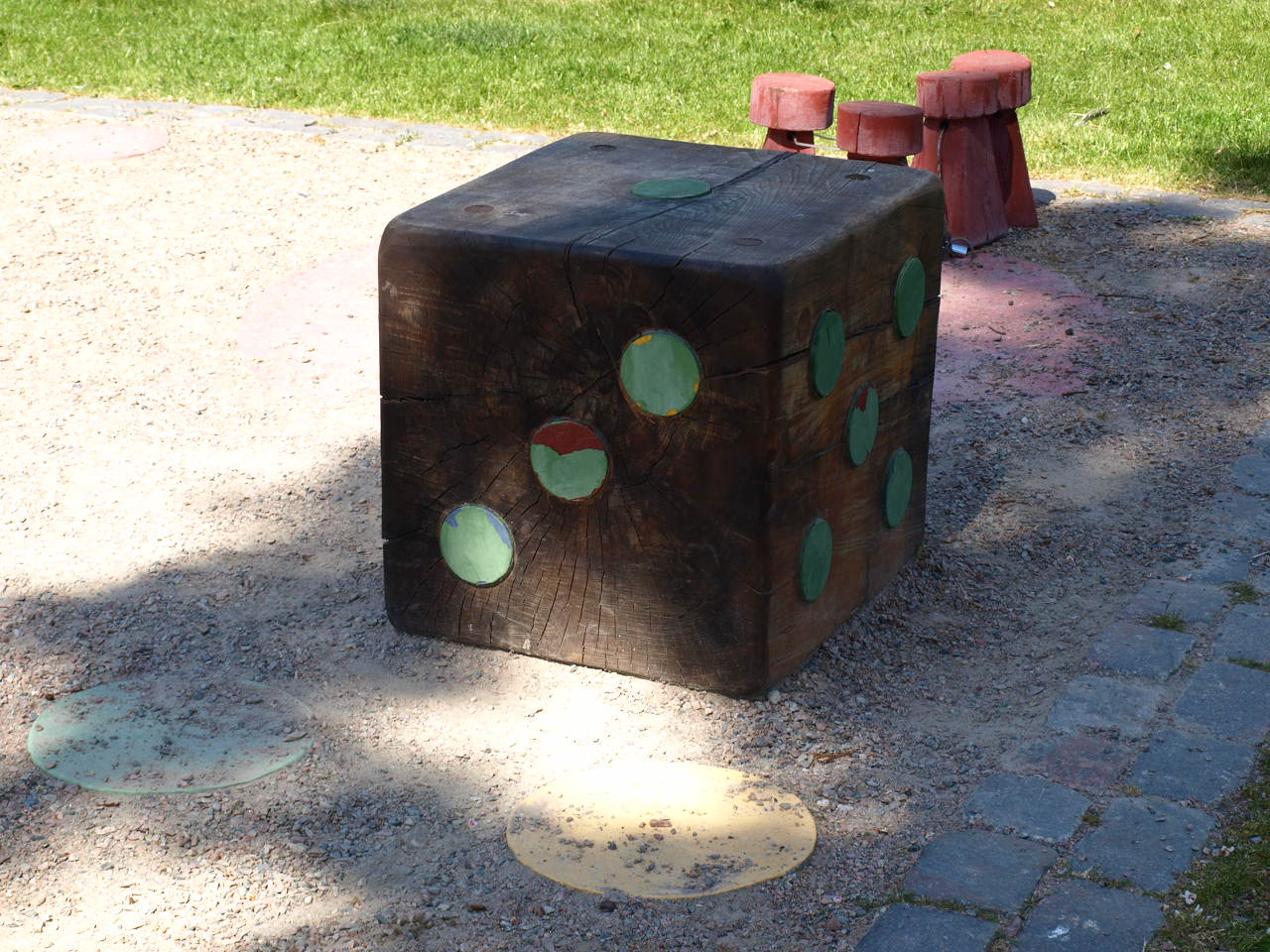
Tärningen.